# Clan Sutherland
Sutherland ist der Name eines schottischen Clans in Sutherland in den nördlichen Highlands. Die Familie Sutherland war einst einer der mächtigsten Clans und stellt seit jeher den einflussreichen Earl of Sutherland. Der Familiensitz ist Dunrobin Castle in Sutherland.

## Geschichte
Die Ursprünge des Clans Sutherland reichen bis in das 12. Jahrhundert zurück, als sich einige flämische und normannische Adlige auf Anwerbung des schottischen Königs  David I. in Schottland niederließen. Stammvater des Clans, wie in männlicher Nebenlinie auch des Clans Murray, ist Freskin de Moravia, der Urgroßvater des ersten Earl of Sutherland (William de Moravia, 1. Earl of Sutherland, † um 1284). In den folgenden Jahrhunderten war der Clan in vielen Kriegen und kriegerischen Clan-Fehden verstrickt. Besonders sind dabei die Beteiligung an den Schottischen Unabhängigkeitskriege (1296–1357) und der Konflikt mit dem benachbarten Clan MacKay zu nennen, der etwa 1431 einen Höhepunkt in der Schlacht von Drumnacoub (Battle of Drumnacoub) am Ben Loyal, unweit des Ortes Tongue, fand. Die wechselvolle Geschichte des bedeutenden Clans Sutherland endete ebenfalls mit der militärischen, wirtschaftlichen und juristischen Zerschlagung des Clanwesens infolge der vernichtenden Niederlage in der Schlacht bei Culloden (1746), dem Ende der Jakobitenaufstände.

## Chiefs
Der Chief of Clan Sutherland ist seit jeher ca. 1235 Earl of Sutherland und im Gegensatz zu vielen anderen schottischen Clan Chiefs nicht gezwungen, den Namen Sutherland zu tragen. Die ersten Earls kamen aus der Familie de Moravia, obwohl ein jüngerer Familienzweig bereits den Namen Sutherland angenommen hatte. Die Earlswürde ging im frühen 16. Jahrhundert durch eine Heirat auf den jüngeren Sohn des Chiefs of Clan Gordon über.
Diese Linie der Familie Gordon nahm 1719 schließlich den Namen „Sutherland“ an. 1833 erlangten die Earls of Sutherland auch den Titel Duke of Sutherland, der 1963 an eine verwandte Nebenlinie fiel.

## Schlösser
- Dunrobin Castle ist der Sitz des Earl of Sutherland und Chief des Clans Sutherland.
- Dornoch Castle war eine Schenkung des Bischofs of Caithness an John Gordon, 11. Earl of Sutherland im Jahre 1557.
- Duffus Castle war der Sitz des Familienzweiges Sutherland of Duffus.
- Forse Castle war der Sitz des Familienzweiges Sutherland of Forse.